# Catching Rays On Giant
Catching Rays On Giant è il sesto album in studio degli Alphaville, pubblicato il 19 novembre 2010. Le ultime quattro tracce sono bonus esclusivi dell'edizione Deluxe, mentre I Die For You Today e Song For No One sono stati estratti come singoli rispettivamente il 22 agosto 2010 e 1º marzo 2011.

## Tracce
1. Song For No One – 3:32
2. I Die For You Today – 3:47
3. End Of The World – 3:59
4. The Things I Didn't Do – 4:40
5. Heaven On Earth (The Things We've Got To Do) – 4:45
6. The Deep – 4:23
7. Call Me – 3:47
8. Gravitation Breakdown – 4:15
9. Carry Your Flag – 4:53
10. Call Me Down – 4:31
11. Phantoms – 3:39
12. Miracle Healing – 5:04
13. I Die For You Today (Original Demo Version) – 3:34
14. Call Me (Original Demo Version) – 3:29
15. Fallen Angel (Orchestral Demo Version) – 3:35
16. Forever Young (Factory Mix) – 4:20